# Северо-Западный федеральный округ

Географическое положение Северо-Западного федерального округа

Се́веро-За́падный федера́льный о́круг (СЗФО) — федеральный округ Российской Федерации на севере и северо-западе её европейской части. В состав округа входят 11 субъектов РФ, с населением 13 876 648 человека (9,5 % от населения России по состоянию на 1 января 2025 года) и площадью 1 686 972 км² (9,85 % территории РФ). Центром округа является город федерального значения Санкт-Петербург. В состав округа входят 11 субъектов РФ.

## География и климат
Большая часть Северо-Западного федерального округа расположена на европейском севере. Климат умеренный и субарктический. Воздух имеет высокую влажность. Выпадает небольшое количество осадков, но из-за малого испарения они способствуют образованию большого числа болот, озёр и рек. Важным климатообразующим фактором является омывание морями Северного Ледовитого и Атлантического океанов, из-за чего климат отличается сравнительно теплой зимой и прохладным летом на северо-западе округа, а на севере суровой зимой и сравнительно коротким, но теплым летом. Климат федерального округа является благоприятным.
Территория округа преимущественно равнинная, находится в зоне смешанных лесов, тайги, лесотундры и тундры. В округе сосредоточено около 50 % лесных ресурсов европейской части России.
На территории округа протекают полноводные реки, часть равнинных рек имеет судоходное значение. Крупнейшими реками являются Северная Двина с притоками Вычегдой и Сухоной, а также Печора. Также на территории СЗФО, в основном в западной части, располагаются многочисленные озера, в том числе крупнейшие озёра Европы — Ладожское и Онежское. Северо-Западный федеральный округ обладает почти половиной водных ресурсов европейской части России.
На юге Северо-Западный федеральный округ граничит с Приволжским федеральным округом и Центральным федеральным округом, на востоке — с Уральским федеральным округом. Округ имеет выход в Балтийское, Белое, Баренцево, Карское моря.
Северо-Западный федеральный округ занимает выгодное геополитическое положение — граничит с Финляндией, Норвегией, Польшей, Эстонией, Латвией, Литвой, Беларусью.
Один из субъектов округа (Калининградская область) является эксклавом, не имеющим сухопутной границы с другими субъектами и основной территорией России (хотя имеет таковую с другими государствами).

## Состав округа
| №  | Флаг | Субъект Федерации          | Площадь (км²) | Население  | ВРП, млрд.руб. (2016) | ВРП на душу населения, тыс.руб./чел. (2016) | Админ. центр (население)   |
| -- | ---- | -------------------------- | ------------- | ---------- | --------------------- | ------------------------------------------- | -------------------------- |
| 1  |      | Архангельская область      | 589 913       | ↘989 434   | 427,9                 | 380,0                                       | Архангельск (294 914)      |
| 2  |      | Вологодская область        | 144 527       | ↘1 115 371 | 486,2                 | 410,0                                       | Вологда (311 476)          |
| 3  |      | Калининградская область    | 15 125        | ↘1 032 904 | 383,1                 | 390,4                                       | Калининград (488 690)      |
| 4  |      | Республика Карелия         | 180 520       | ↘518 950   | 233,4                 | 371,5                                       | Петрозаводск (234 577)     |
| 5  |      | Республика Коми            | 416 774       | ↘714 785   | 546,9                 | 640,6                                       | Сыктывкар (219 094)        |
| 6  |      | Ленинградская область      | 83 908        | ↗2 059 479 | 913,8                 | 511,8                                       | Гатчина (91 514)           |
| 7  |      | Мурманская область         | 144 902       | ↘651 363   | 425,8                 | 560,4                                       | Мурманск (264 339)         |
| 8  |      | Ненецкий автономный округ* | 176 810       | ↘41 906    | 255,5                 | 5 821,6                                     | Нарьян-Мар (24 056)        |
| 9  |      | Новгородская область       | 54 501        | ↘566 960   | 244,5                 | 398,1                                       | Великий Новгород (222 669) |
| 10 |      | Псковская область          | 55 399        | ↘574 480   | 144,4                 | 224,2                                       | Псков (185 486)            |
| 11 |      | Санкт-Петербург            | 1403          | ↗5 652 922 | 3 742,2               | 712,3                                       |                            |

* — Ненецкий автономный округ входит в состав Архангельской области, одновременно являясь равноправным субъектом РФ.

## Экономика
Северо-Западный федеральный округ объединяет 3 экономических района: Калининградский, Северный и Северо-Западный.
Основная добыча нефти и угля сосредоточена в республике Коми. Усинское и Возейское месторождения обеспечивают около 88 % добычи нефти в регионе. Основная добыча газа приходится на Вуктыльское месторождение, дающее 90 % газа федерального округа. Запасы нефти и газа имеются в Калининградской области, а также в шельфовой зоне Баренцева и Карского морей.

### Промышленность и сельское хозяйство
Основные отрасли промышленности и сельского хозяйства округа:
- машиностроение, в том числе радиоэлектроника, приборостроение, судостроение
- топливно-энергетический комплекс (добыча нефти, газа, угля, сланцев, производство электроэнергии)
- заготовка и переработка древесины
- чёрная и цветная металлургия
- пищевая и легкая промышленности
- судостроение
- производство строительных материалов
- рыболовство и рыбопереработка
- электроэнергетика
- транспорт и логистика

Машиностроительный комплекс федерального округа включает в себя приборо- и станкостроение, электротехническое машиностроение и производство большого спектра оборудования для сельского хозяйства, судостроения и оборонного машиностроения. В округе расположены сборочные заводы таких крупных автомобильных марок как BMW, Ford, Nissan, Toyota, Infiniti. СЗФО занимает первое место в России по строительству морских и речных судов.
Крупнейшие предприятия СЗФО: ОАО «Северсталь», ОАО «Силовые машины», ОАО «Объединённая судостроительная корпорация», ОАО «Илим-Палп», ОАО «Янтарьэнерго», ОАО «Апатит», Кольская горно-металлургическая компания, ОАО «Севкабель».
В Баренцевом море ведется лов ценных рыб: трески, сельди, морского окуня и др. Переработка рыбы осуществляется рыбокомбинатами в Мурманске, Санкт-Петербурге и Калининграде.
Электроэнергетика округа включает в себя две атомных электростанции — Ленинградскую и Кольскую, крупные тепловые электростанции, гидроэлектростанции и множество мелких электростанций и котелен.

### Транспорт
Высоко развита транспортная система округа, которая включает в себя все виды транспорта: морской, речной, железнодорожный, воздушный, автомобильный и трубопроводный.
В округе находятся крупнейшие порты России — Усть-Луга, Санкт-Петербург, Мурманск и Приморск. Мурманский порт, в основном, связан с транспортировкой энергоресурсов, как из России, так и из других стран, в частности Норвегии, по Северному морскому пути.
Крупным железнодорожным узлом является столица округа — Санкт-Петербург, от которого берут начало магистрали на Калининград, Москву, Хельсинки, Минск, Киев и множество других городов, обеспечивая внешнеэкономические связи с другими федеральными округами России и другими странами.

## Карта городов
Населённые пункты с численностью населения более 50 тысяч человек
Легенда карты:
|  | 5 597 763 чел.             |
|  | от 250 000 до 500 000 чел. |
|  | от 100 000 до 249 999 чел. |
|  | от 50 000 до 99 999 чел.   |

## Крупные города
| Санкт-Петербург | ↗5 652 922 |
| Калининград     | ↘488 690   |
| Вологда         | ↘311 476   |
| Череповец       | ↘298 160   |
| Архангельск     | ↘294 914   |
| Мурманск        | ↘264 339   |
| Петрозаводск    | ↘234 577   |

| Великий Новгород | ↗222 669 |
| Сыктывкар        | ↘219 094 |
| Псков            | ↘185 486 |
| Северодвинск     | ↘155 365 |
| Мурино           | ↗116 293 |
| Гатчина          | ↘91 514  |
| Великие Луки     | ↘84 655  |

| Всеволожск   | ↗78 533 |
| Ухта         | ↘77 164 |
| Сертолово    | ↗72 273 |
| Выборг       | ↘70 443 |
| Кудрово      | ↗68 384 |
| Сосновый Бор | ↗63 746 |
| Воркута      | ↘55 702 |

| Котлас      | ↘55 614 |
| Тихвин      | ↘53 778 |
| Кириши      | ↘49 235 |
| Апатиты     | ↘48 410 |
| Кингисепп   | ↘48 355 |
| Боровичи    | ↘46 325 |
| Североморск | ↗43 394 |

## Население
| 1989        | 1990        | 1991        | 1992        | 1993        | 1994        | 1995        | 1996        | 1997        |
| ----------- | ----------- | ----------- | ----------- | ----------- | ----------- | ----------- | ----------- | ----------- |
| 15 236 000  | ↗15 310 495 | ↗15 310 985 | ↘15 240 166 | ↘15 132 859 | ↘14 987 992 | ↘14 863 656 | ↘14 749 516 | ↘14 655 438 |
| 1998        | 1999        | 2000        | 2001        | 2002        | 2003        | 2004        | 2005        | 2006        |
| ↘14 557 008 | ↘14 465 718 | ↘14 323 567 | ↘14 198 896 | ↘13 974 466 | ↘13 948 539 | ↘13 831 728 | ↘13 731 015 | ↘13 628 306 |
| 2007        | 2008        | 2009        | 2010        | 2011        | 2012        | 2013        | 2014        | 2015        |
| ↘13 549 962 | ↘13 501 038 | ↘13 462 259 | ↗13 616 057 | ↗13 625 763 | ↗13 660 139 | ↗13 717 733 | ↗13 800 658 | ↗13 843 556 |
| 2016        | 2017        | 2018        | 2019        | 2020        | 2021        | 2022        | 2023        | 2024        |
| ↗13 853 694 | ↗13 899 310 | ↗13 952 003 | ↗13 972 070 | ↗13 981 992 | ↘13 917 197 | ↘13 909 835 | ↘13 867 347 | ↘13 840 352 |
| 2025        |             |             |             |             |             |             |             |             |
| ↗13 876 648 |             |             |             |             |             |             |             |             |

В 2025 году население Северо-Западного федерального округа составляло 9,5 % населения России. Основу населения составляют горожане — 
85,16 % (2022). Больше половины (55.58 %) населения округа проживает в Санкт-Петербурге и Ленинградской области. Остальные регионы населены слабо.
| Рождаемость (число родившихся на 1000 человек населения) | Рождаемость (число родившихся на 1000 человек населения) | Рождаемость (число родившихся на 1000 человек населения) | Рождаемость (число родившихся на 1000 человек населения) | Рождаемость (число родившихся на 1000 человек населения) | Рождаемость (число родившихся на 1000 человек населения) | Рождаемость (число родившихся на 1000 человек населения) | Рождаемость (число родившихся на 1000 человек населения) | Рождаемость (число родившихся на 1000 человек населения) |
| 1970                                                     | 1975                                                     | 1980                                                     | 1985                                                     | 1990                                                     | 1995                                                     | 1996                                                     | 1997                                                     | 1998                                                     |
| -------------------------------------------------------- | -------------------------------------------------------- | -------------------------------------------------------- | -------------------------------------------------------- | -------------------------------------------------------- | -------------------------------------------------------- | -------------------------------------------------------- | -------------------------------------------------------- | -------------------------------------------------------- |
| 13,6                                                     | ↗15,1                                                    | ↗15,2                                                    | ↗15,7                                                    | ↘11,9                                                    | ↘7,9                                                     | ↘7,6                                                     | ↘7,5                                                     | ↗7,6                                                     |
| 1999                                                     | 2000                                                     | 2001                                                     | 2002                                                     | 2003                                                     | 2004                                                     | 2005                                                     | 2006                                                     | 2007                                                     |
| ↘7,1                                                     | ↗7,6                                                     | ↗8,1                                                     | ↗8,8                                                     | ↗9,4                                                     | ↗9,6                                                     | ↘9,3                                                     | ↗9,4                                                     | ↗10,2                                                    |
| 2008                                                     | 2009                                                     | 2010                                                     | 2011                                                     | 2012                                                     | 2013                                                     | 2014                                                     |                                                          |                                                          |
| ↗10,7                                                    | ↗11,3                                                    | ↗11,4                                                    | ↗11,5                                                    | ↗12,2                                                    | →12,2                                                    | ↗12,3                                                    |                                                          |                                                          |

| Смертность (число умерших на 1000 человек населения) | Смертность (число умерших на 1000 человек населения) | Смертность (число умерших на 1000 человек населения) | Смертность (число умерших на 1000 человек населения) | Смертность (число умерших на 1000 человек населения) | Смертность (число умерших на 1000 человек населения) | Смертность (число умерших на 1000 человек населения) | Смертность (число умерших на 1000 человек населения) | Смертность (число умерших на 1000 человек населения) |
| 1970                                                 | 1975                                                 | 1980                                                 | 1985                                                 | 1990                                                 | 1995                                                 | 1996                                                 | 1997                                                 | 1998                                                 |
| ---------------------------------------------------- | ---------------------------------------------------- | ---------------------------------------------------- | ---------------------------------------------------- | ---------------------------------------------------- | ---------------------------------------------------- | ---------------------------------------------------- | ---------------------------------------------------- | ---------------------------------------------------- |
| 8,9                                                  | ↗9,7                                                 | ↗11                                                  | ↗11,4                                                | ↘11,1                                                | ↗15,8                                                | ↘14,4                                                | ↘13,6                                                | ↗13,7                                                |
| 1999                                                 | 2000                                                 | 2001                                                 | 2002                                                 | 2003                                                 | 2004                                                 | 2005                                                 | 2006                                                 | 2007                                                 |
| ↗15,4                                                | ↗16,2                                                | ↗16,7                                                | ↗17,4                                                | ↗18,4                                                | ↘17,8                                                | ↘17,7                                                | ↘16,6                                                | ↘15,6                                                |
| 2008                                                 | 2009                                                 | 2010                                                 | 2011                                                 | 2012                                                 | 2013                                                 | 2014                                                 |                                                      |                                                      |
| ↗15,7                                                | ↘15,2                                                | ↘14,9                                                | ↘14                                                  | ↘13,8                                                | ↘13,5                                                | ↘13,3                                                |                                                      |                                                      |

| Естественный прирост населения (на 1000 человек населения, знак (-) означает естественную убыль населения) | Естественный прирост населения (на 1000 человек населения, знак (-) означает естественную убыль населения) | Естественный прирост населения (на 1000 человек населения, знак (-) означает естественную убыль населения) | Естественный прирост населения (на 1000 человек населения, знак (-) означает естественную убыль населения) | Естественный прирост населения (на 1000 человек населения, знак (-) означает естественную убыль населения) | Естественный прирост населения (на 1000 человек населения, знак (-) означает естественную убыль населения) | Естественный прирост населения (на 1000 человек населения, знак (-) означает естественную убыль населения) | Естественный прирост населения (на 1000 человек населения, знак (-) означает естественную убыль населения) | Естественный прирост населения (на 1000 человек населения, знак (-) означает естественную убыль населения) | Естественный прирост населения (на 1000 человек населения, знак (-) означает естественную убыль населения) |
| 1970 | 1975 | 1980 | 1985 | 1990 | 1995 | 1996 | 1997 | 1998 | 1999 |
| --- | --- | --- | --- | --- | --- | --- | --- | --- | --- |
| 4,7 | ↗5,4 | ↘4,2 | ↗4,3 | ↘0,8 | ↘−7,9 | ↗−6,8 | ↗−6,1 | →−6,1 | ↘−8,3 |
| 2000 | 2001 | 2002 | 2003 | 2004 | 2005 | 2006 | 2007 | 2008 | 2009 |
| ↘−8,6 | →−8,6 | →−8,6 | ↘−9 | ↗−8,2 | ↘−8,4 | ↗−7,2 | ↗−5,4 | ↗−5 | ↗−3,9 |
| 2010 | 2011 | 2012 | 2013 | 2014 | | | | | |
| ↗−3,5 | ↗−2,5 | ↗−1,6 | ↗−1,3 | ↗−1 | | | | | |

| Ожидаемая продолжительность жизни при рождении (число лет) | Ожидаемая продолжительность жизни при рождении (число лет) | Ожидаемая продолжительность жизни при рождении (число лет) | Ожидаемая продолжительность жизни при рождении (число лет) | Ожидаемая продолжительность жизни при рождении (число лет) | Ожидаемая продолжительность жизни при рождении (число лет) | Ожидаемая продолжительность жизни при рождении (число лет) | Ожидаемая продолжительность жизни при рождении (число лет) | Ожидаемая продолжительность жизни при рождении (число лет) |
| 1990                                                       | 1991                                                       | 1992                                                       | 1993                                                       | 1994                                                       | 1995                                                       | 1996                                                       | 1997                                                       | 1998                                                       |
| ---------------------------------------------------------- | ---------------------------------------------------------- | ---------------------------------------------------------- | ---------------------------------------------------------- | ---------------------------------------------------------- | ---------------------------------------------------------- | ---------------------------------------------------------- | ---------------------------------------------------------- | ---------------------------------------------------------- |
| 69,1                                                       | ↘68,9                                                      | ↘67                                                        | ↘63,5                                                      | ↘62,5                                                      | ↗63,7                                                      | ↗65,6                                                      | ↗67,1                                                      | ↗67,2                                                      |
| 1999                                                       | 2000                                                       | 2001                                                       | 2002                                                       | 2003                                                       | 2004                                                       | 2005                                                       | 2006                                                       | 2007                                                       |
| ↘65,5                                                      | ↘64,5                                                      | ↘64,2                                                      | ↘63,8                                                      | ↘63,3                                                      | ↗63,8                                                      | ↗64                                                        | ↗65,6                                                      | ↗67                                                        |
| 2008                                                       | 2009                                                       | 2010                                                       | 2011                                                       | 2012                                                       | 2013                                                       |                                                            |                                                            |                                                            |
| ↗67,4                                                      | ↗68,2                                                      | ↗68,9                                                      | ↗70,1                                                      | ↗70,6                                                      | ↗71,2                                                      |                                                            |                                                            |                                                            |

### Национальный состав

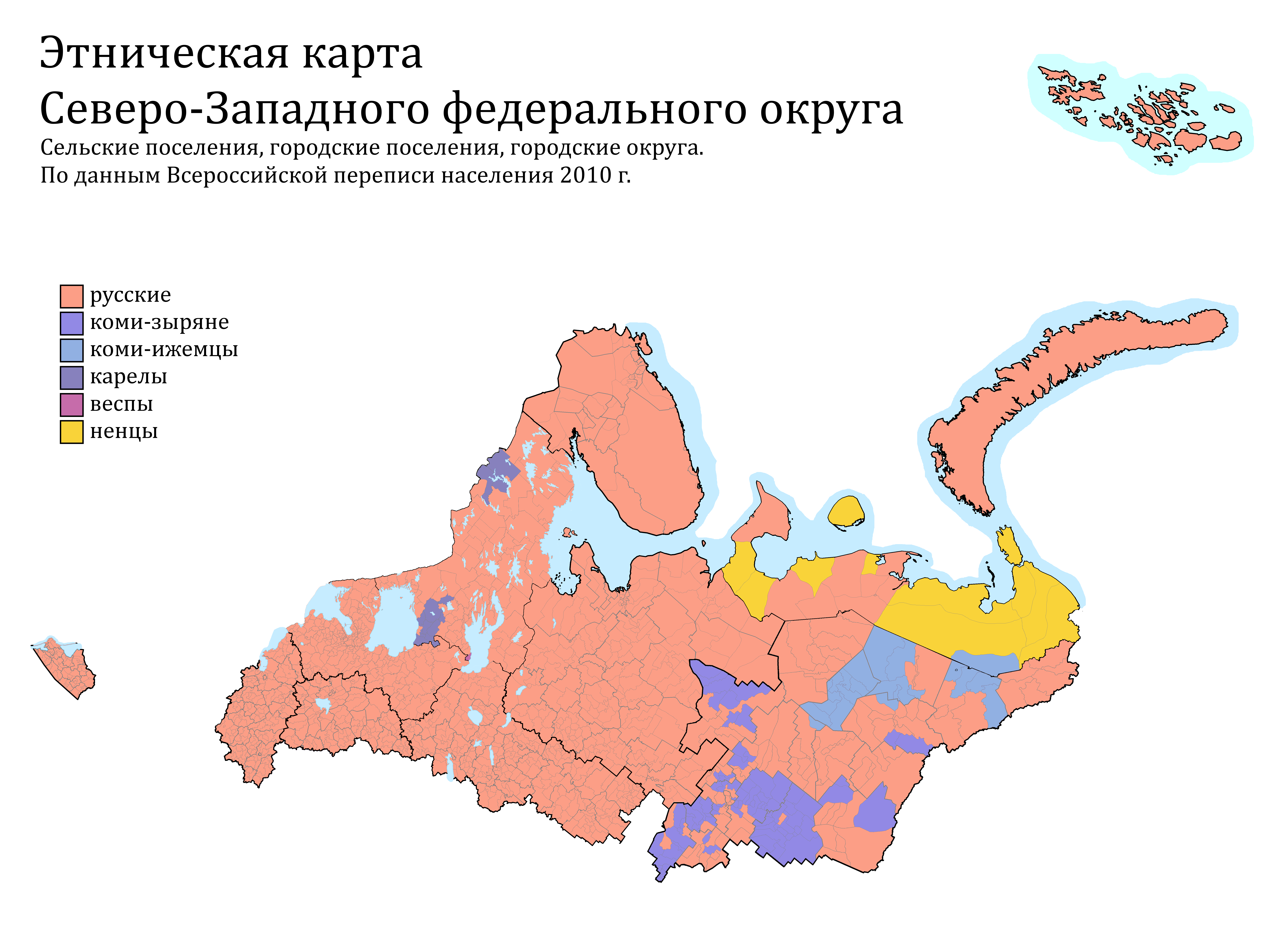
Этническая карта СЗФО по городским и сельским поселениям, перепись 2010 г.

Национальный состав пo последним двум переписям:
| Народ                                         | Численность 2010 г. | Удельный вес лиц данной национальности среди лиц, указавших национальную принадлежность |
| --------------------------------------------- | ------------------- | --------------------------------------------------------------------------------------- |
| Русские                                       | 11 311 310          | 83,07 %                                                                                 |
| Украинцы                                      | 253 252             | 1,86 %                                                                                  |
| Коми                                          | 208 580             | 1,53 %                                                                                  |
| Белорусы                                      | 151 015             | 1,11 %                                                                                  |
| Татары                                        | 62 822              | 0,46 %                                                                                  |
| Карелы                                        | 46 946              | 0,34 %                                                                                  |
| Армяне                                        | 38 648              | 0,28 %                                                                                  |
| Азербайджанцы                                 | 34 272              | 0,25 %                                                                                  |
| Евреи                                         | 24 132              | 0,18 %                                                                                  |
| Немцы                                         | 12 790              | 0,09 %                                                                                  |
| Финны                                         | 15 502              | 0,11 %                                                                                  |
| Чуваши                                        | 5 077               | 0,04 %                                                                                  |
| Литовцы                                       | 9 769               | 0,07 %                                                                                  |
| Цыгане                                        | 10 714              | 0,08 %                                                                                  |
| Поляки                                        | 2 788               | 0,02 %                                                                                  |
| Узбеки                                        | 29 307              | 0,22 %                                                                                  |
| Таджики                                       | 15 049              | 0,11 %                                                                                  |
| Молдаване                                     | 9 898               | 0,07 %                                                                                  |
| Ненцы                                         | 8 523               | 0,06 %                                                                                  |
| Башкиры                                       | 8 084               | 0,06 %                                                                                  |
| Гунзибцы                                      | 8 274               | 0,06 %                                                                                  |
| Вепсы                                         | 5 215               | 0,04 %                                                                                  |
| Казахи                                        | 3 349               | 0,02 %                                                                                  |
| Мордва                                        | 1 625               | 0,01 %                                                                                  |
| Саамы                                         | 1 599               | 0,01 %                                                                                  |
| другие национальности (не перечисленные выше) | 230 217             | 1,69 %                                                                                  |
| лица, не указавшие национальность             | 1 115 384           | 8,19 %                                                                                  |

### Этнические карты
Расселение отдельных народов и народностей в СЗФО по городским и сельским поселениям в %, перепись 2010 года.

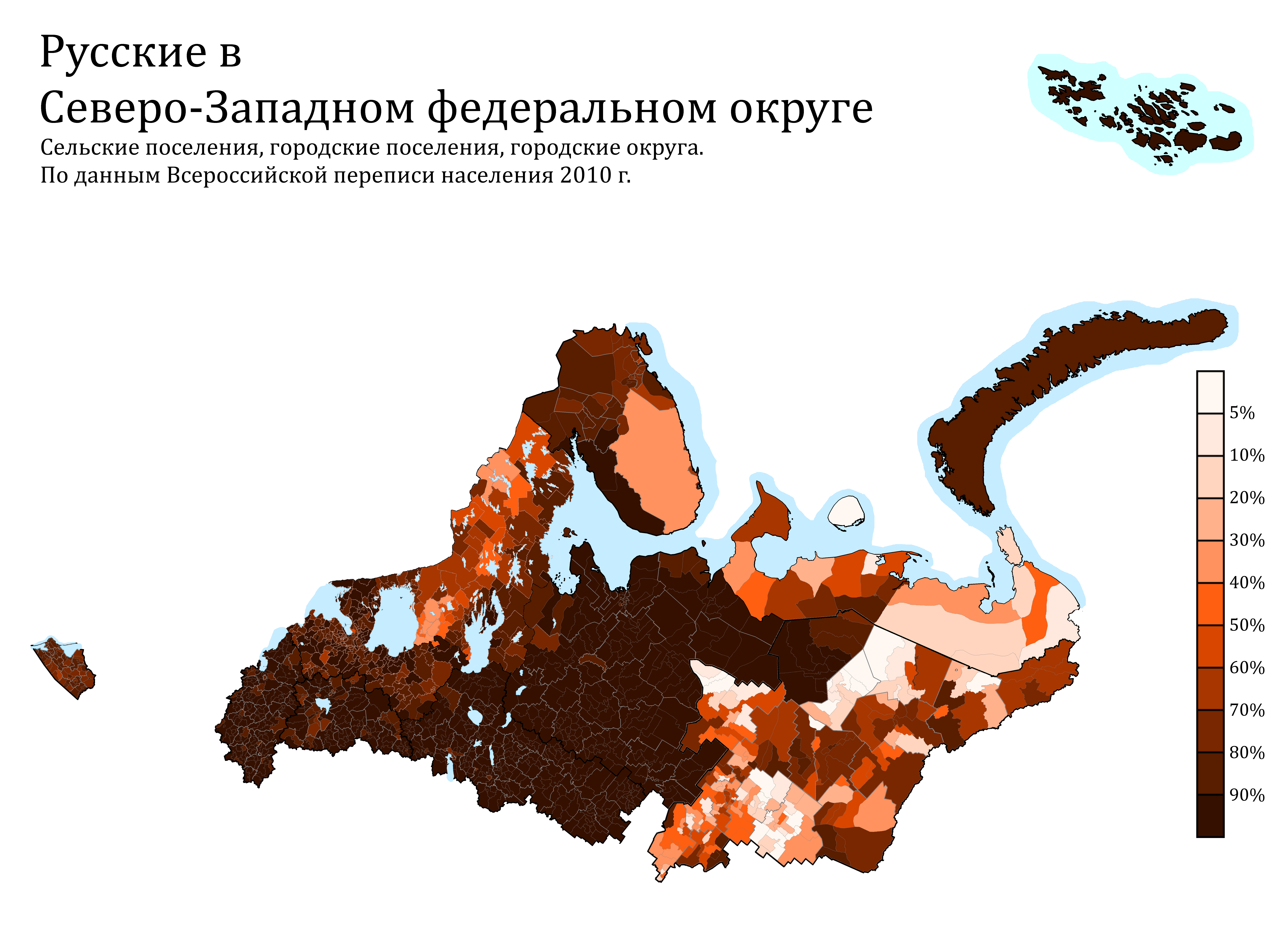
Русские
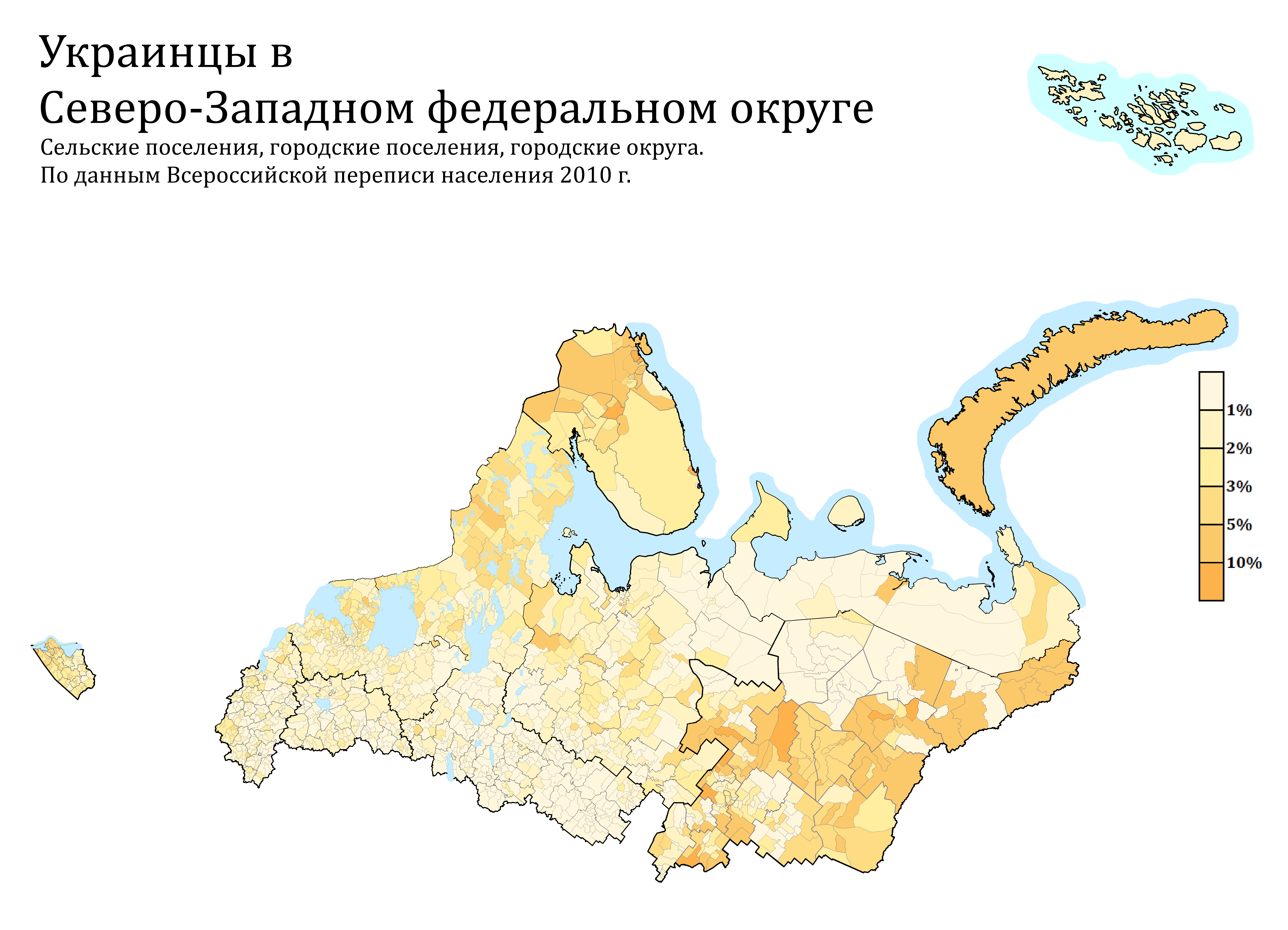
Украинцы
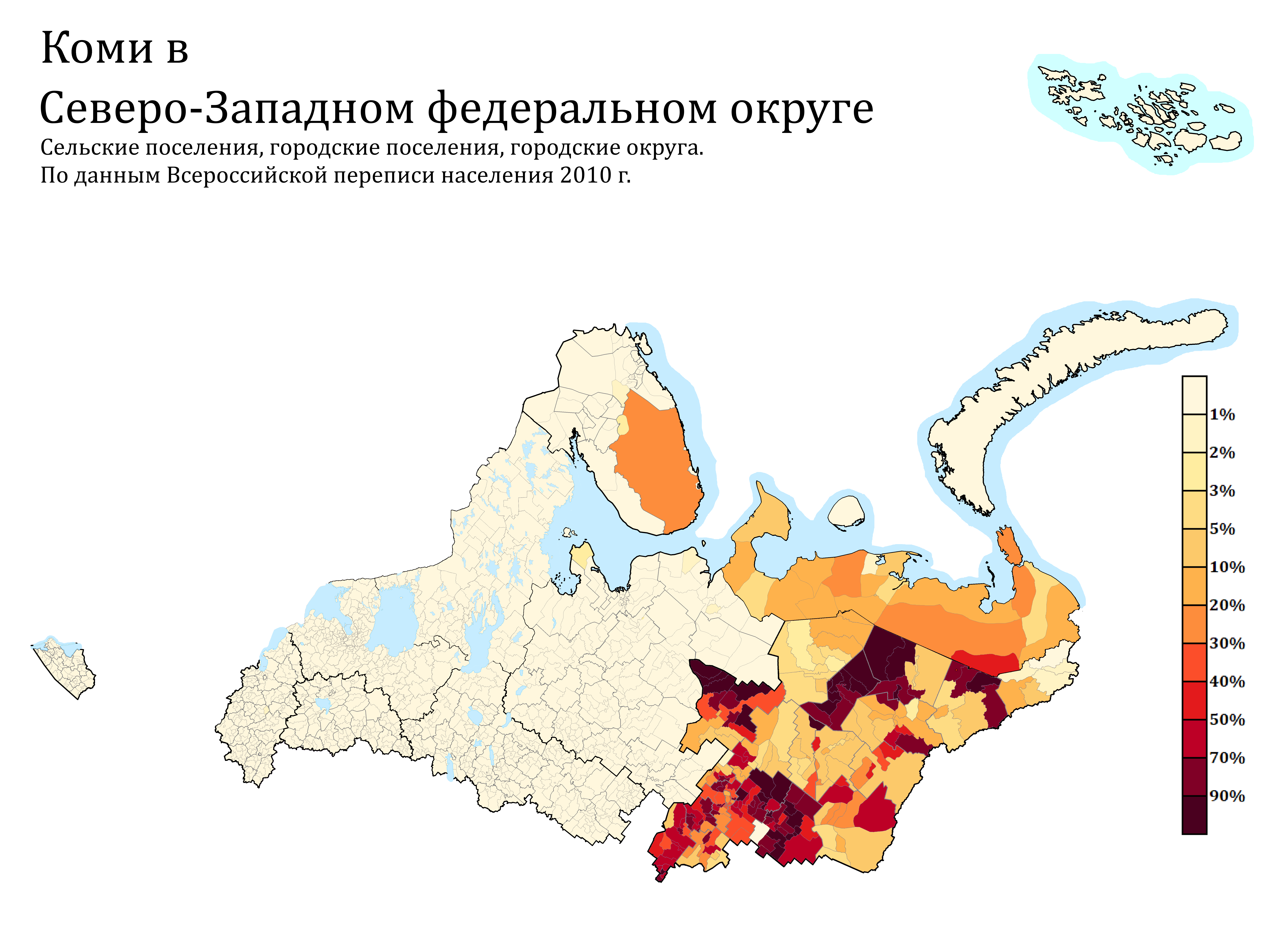
Коми
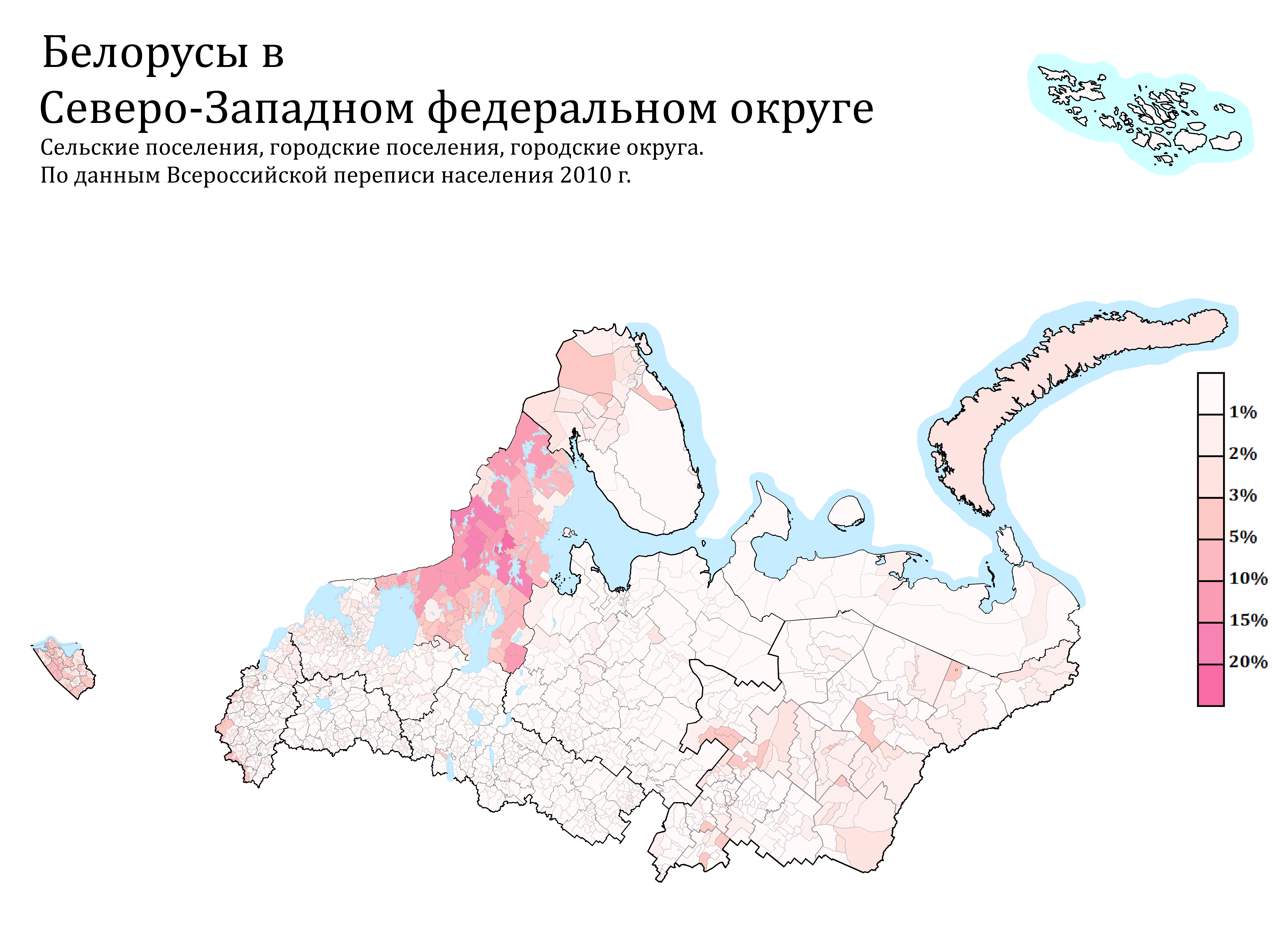
Белорусы
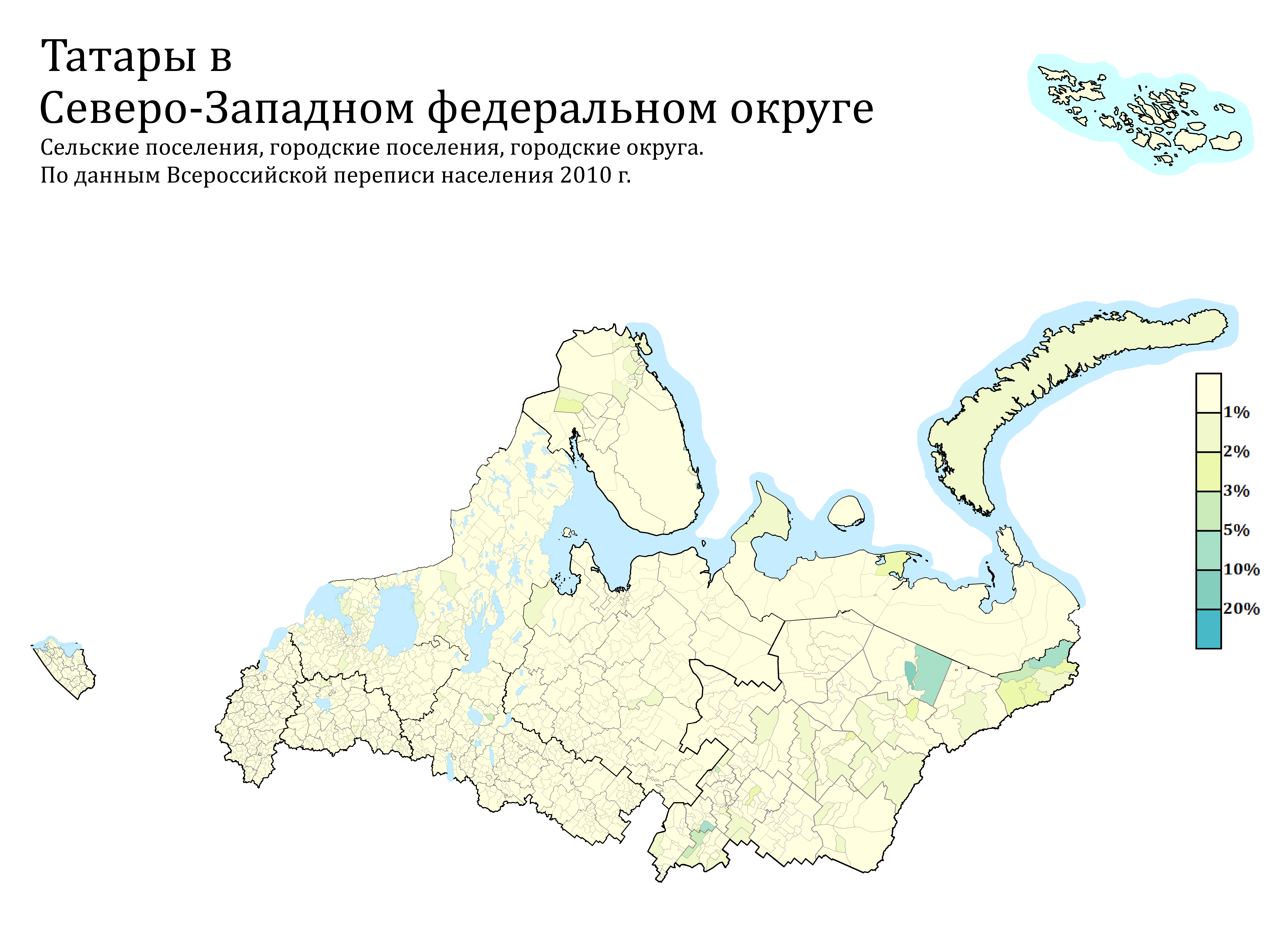
Татары
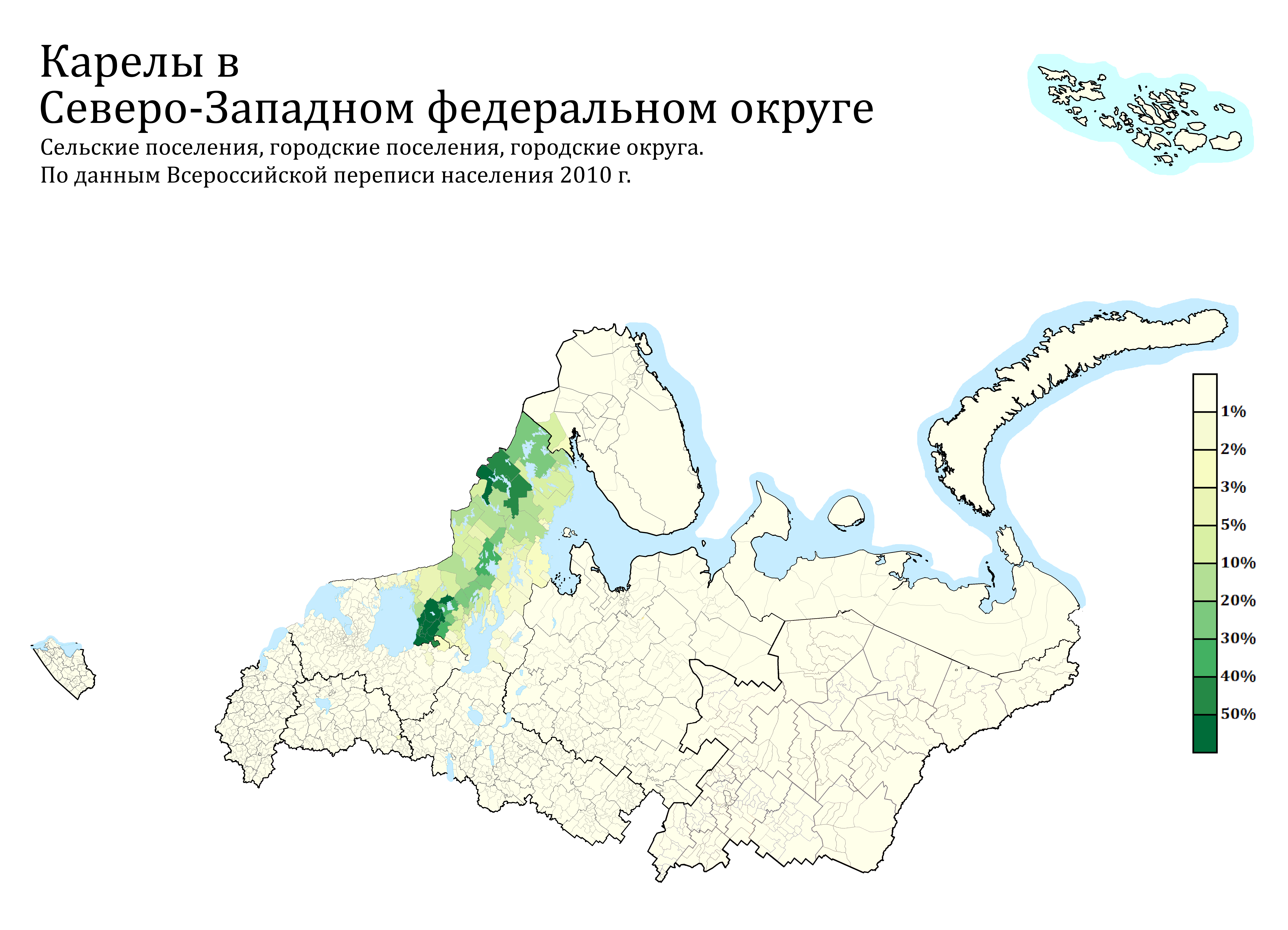
Карелы
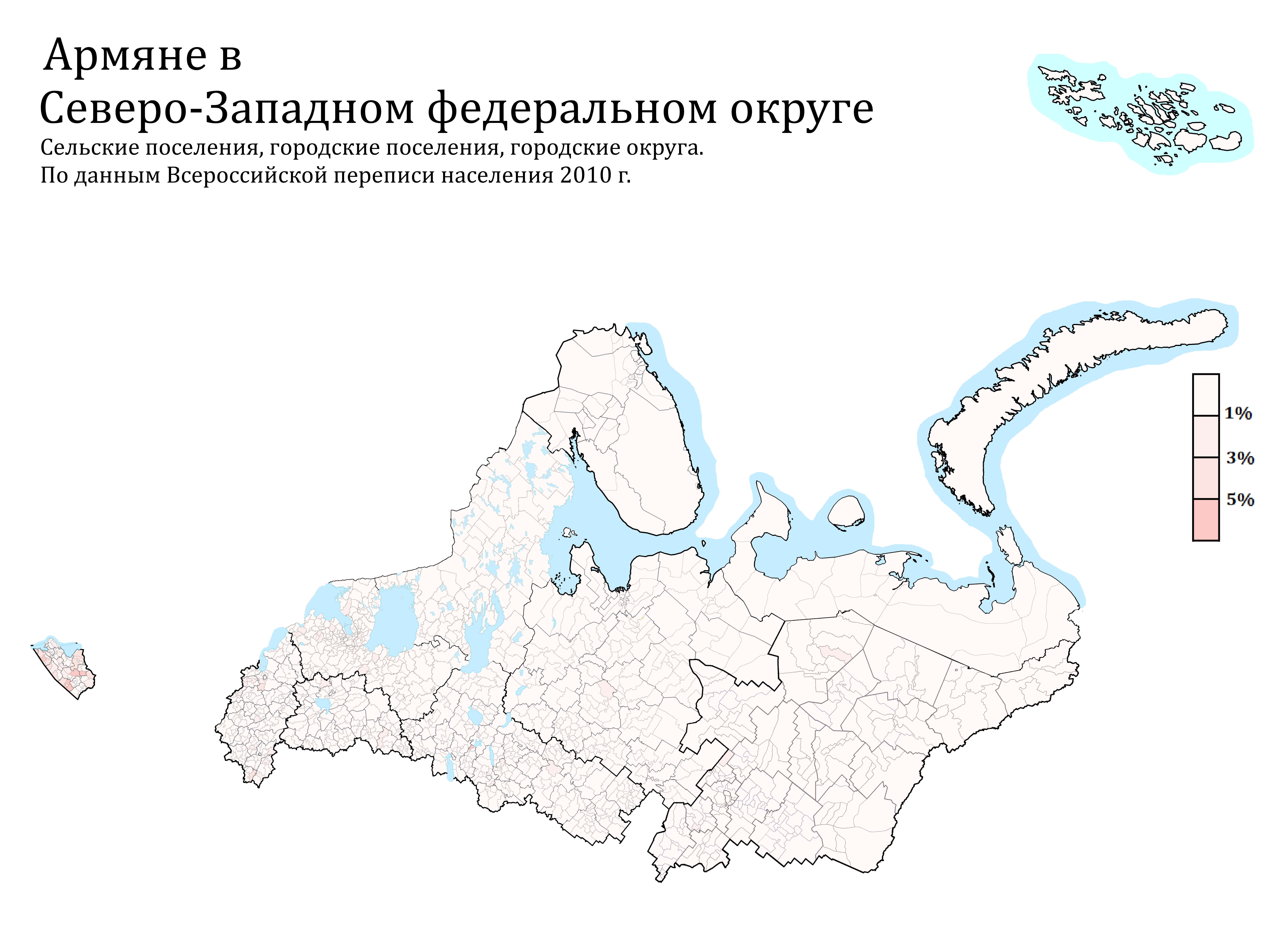
Армяне
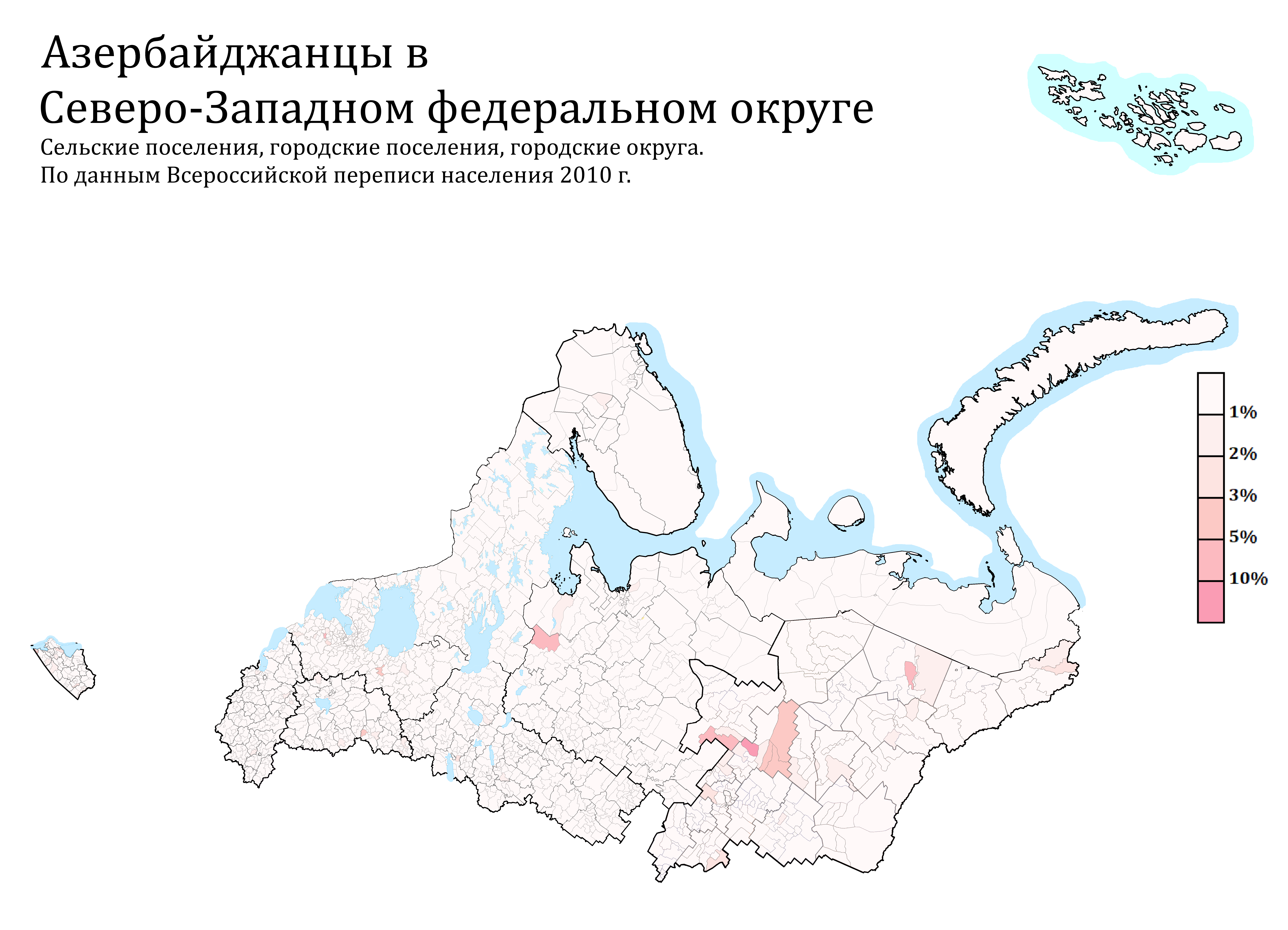
Азербайджанцы
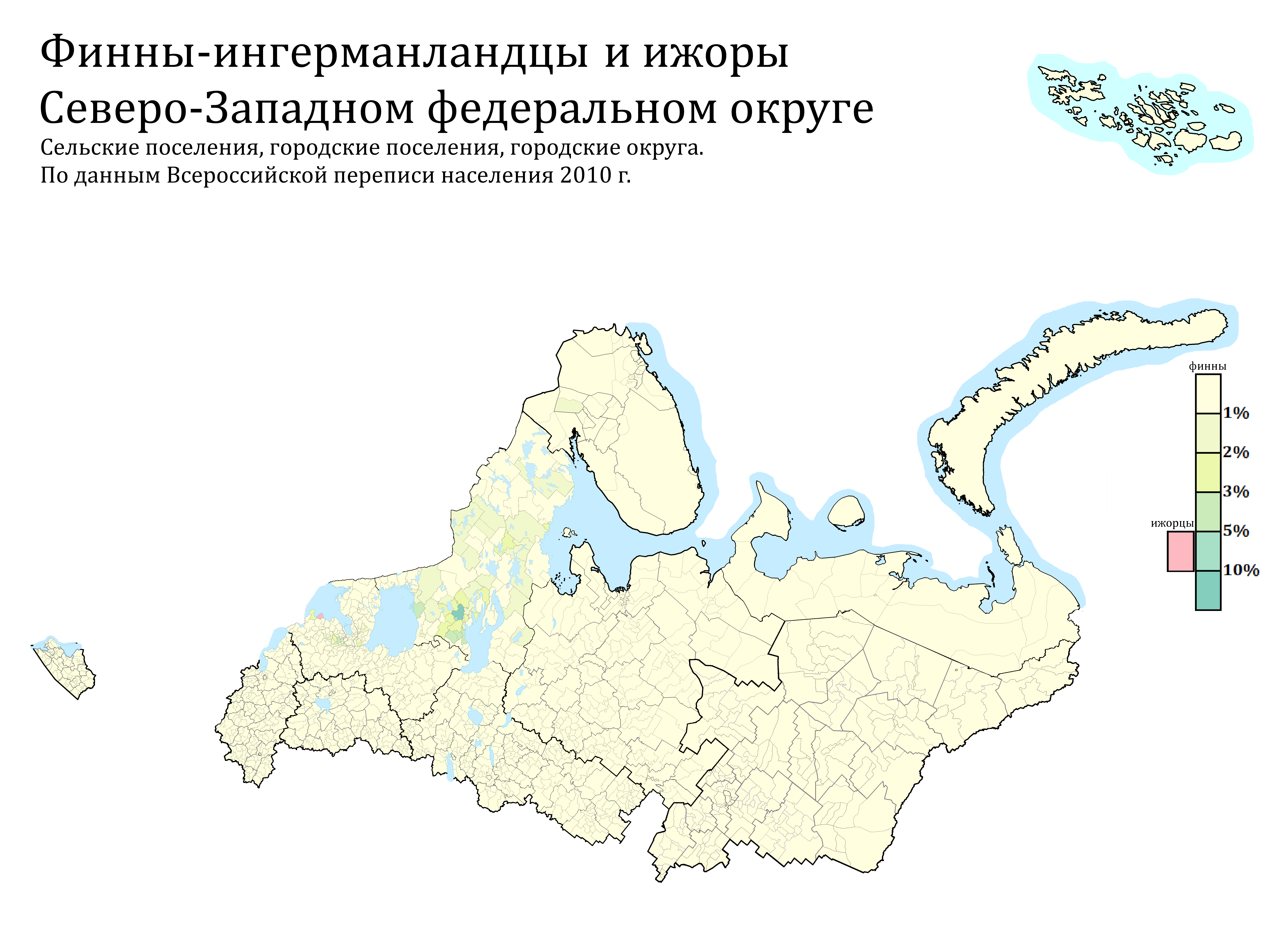
Финны и ижора
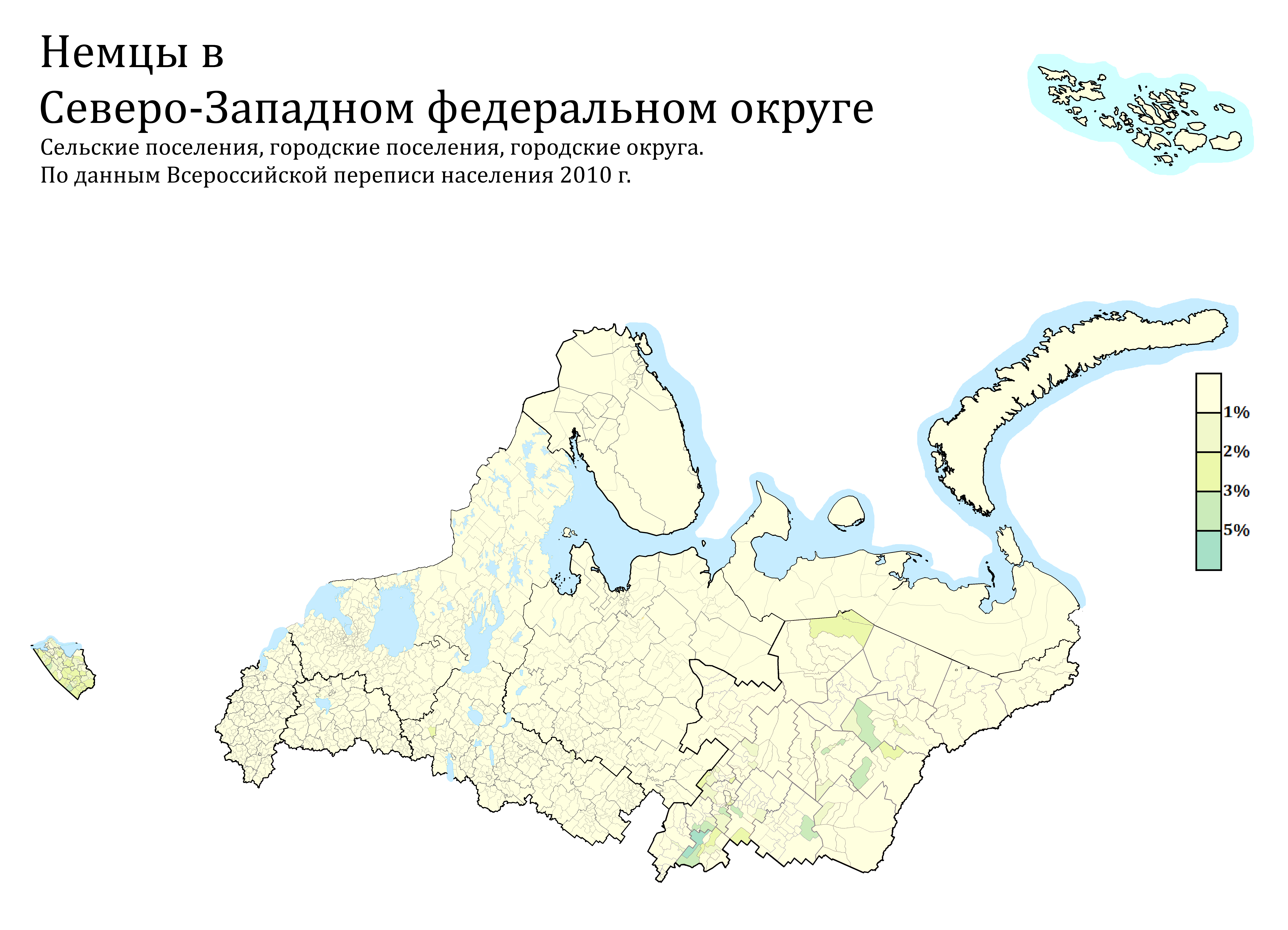
Немцы

## Полномочные представители президента Российской Федерациив СЗФО
- Черкесов, Виктор Васильевич (18 мая 2000 — 11 марта 2003)[64][65];
- Матвиенко, Валентина Ивановна (11 марта — 15 октября 2003)[66][67];
- Клебанов, Илья Иосифович (1 ноября 2003 / 26 марта 2004 / 14 мая 2008 — 6 сентября 2011, № 1161)[68][69][70][71];
- Винниченко, Николай Александрович (6 сентября 2011 / 25 мая 2012 — 11 марта 2013)[72][73][74];
- Булавин, Владимир Иванович (11 марта 2013 — 28 июля 2016)[75][76];
- Цуканов, Николай Николаевич (28 июля 2016 — 25 декабря 2017)[77][78];
- Беглов, Александр Дмитриевич (25 декабря 2017 — 3 октября 2018)[79][80];
- Гуцан, Александр Владимирович (с 7 ноября 2018)[81].

## Основные военные объекты
- Космодром «Плесецк» (Архангельская область);
- Ядерный испытательный полигон (Новая Земля);
- Военно-морские базы Балтийского и Северного флотов;
- Кольцо войск ПВО вокруг Санкт-Петербурга;
- РЛС «Дарьял» (г. Печора);
- РЛС «Воронеж-М» (п. Лехтуси Ленинградской области);
- РЛС «Воронеж-ДМ» (г. Пионерский Калининградской области).